# Trotușanu
Trotușanu – wieś w Rumunii, w okręgu Vrancea, w gminie Movilița. W 2011 roku liczyła 378
mieszkańców